# Дитизонат цинка
Дитизонат цинка — хелатное соединение металла цинка с формулой Zn(С13H11N4S)2. При нормальных условиях представляет собой пурпурно-красные кристаллы.

## Получение
- Действие дитизона на соли цинка в кислой или нейтральной среде в присутствии хлороформа или тетрахлорметана:

{\displaystyle {\mathsf {2C_{6}H_{5}N{\text{=}}NC{\text{-}}S{\text{-}}N_{2}H_{2}C_{6}H_{5}+ZnCl_{2}\rightarrow (C_{6}H_{5}N{\text{=}}NC{\text{-}}S{\text{-}}N_{2}HC_{6}H_{5})_{2}Zn+2HCl}}}

## Свойства
Дитизонат цинка образует пурпурно-красные кристаллы.